# Paul Sass
Paul Sass é um lutador de MMA britânico que competiu no Peso Leve do Ultimate Fighting Championship de 2010 até 2013. Graduado Faixa Roxa em Luta Livre por Marcelo Brigadeiro e é Faixa Marrom de Ju Jitsu Brasileiro.

## Carreira no MMA

### Início da Carreira
Sass acumulou em seu cartel profissional de MMA, 16 lutas, da quais foram 14 vitórias e duas derrotas, vencendo 13 de suas lutas por finalização.

### Ultimate Fighting Championship
Sass fechou em 2010, um pequeno contrato com o UFC, da qual permanenceria na organização por 4 lutas.
Em sua estréia no UFC 120, finalizou com um triângulo, Mark Holst no primeiro round, ganhando o prêmio de Finalização da Noite.
Já em sua segunda luta no Ultimate, enfrentou Michael Johnson em 1 de Outubro de 2011 no UFC Live: Cruz vs. Johnson, finalizando o americano com uma chave de calcanhar ainda no primeiro round.
Sass foi escalado originalmente para lutar contra Evan Dunham em 28 de Janeiro de 2012 no UFC on Fox: Evans vs. Davis. Porém, Sass se lesionou durante os treinos para a luta e precisou ser substituído por Nik Lentz.
Após no UFC 146, vencer Jacob Wolkman, Sass enfrentou Matt Wiman em 26 de Setembro de 2012 no UFC on Fuel TV: Struve vs. Miocic, sendo finalizado no primeiro round e tendo sua primeira derrota no UFC.
1 ano após sua primeira derrota, ele foi derrotado de forma unânime por Danny Castillo em 16 de Fevereiro de 2013 no UFC on Fuel TV: Barão vs. McDonald, sendo demitido após a derrota.

### Bellator MMA
Em 22 de Maio de 2013, Sass assinou com o principal rival do Ultimate, o Bellator MMA.
Sua estréia na organização foi contra Rod Montoya em 18 de Outubro de 2013 no Bellator 104, e como de costume, Sass venceu por finalização no primeiro round.

## Cartel no MMA
| Cartel no MMA   |             |            |
| 16 lutas        | 14 vitórias | 2 derrotas |
| Por nocaute     | 0           | 0          |
| Por finalização | 13          | 1          |
| Por decisão     | 1           | 1          |

| Res.    | Cartel | Oponente         | Método                                     | Evento                             | Data       | Round | Tempo | Local              | Notas                                  |
| ------- | ------ | ---------------- | ------------------------------------------ | ---------------------------------- | ---------- | ----- | ----- | ------------------ | -------------------------------------- |
| Vitória | 14-2   | Rod Montoya      | Finalização (chave de dedo)                | Bellator 104                       | 18/10/2013 | 1     | 2:01  | Cedar Rapids, Iowa |                                        |
| Derrota | 13-2   | Danny Castillo   | Decisão (unânime)                          | UFC on Fuel TV: Barão vs. McDonald | 16/02/2013 | 3     | 5:00  | Londres            |                                        |
| Derrota | 13–1   | Matt Wiman       | Finalização (chave de braço)               | UFC on Fuel TV: Struve vs. Miocic  | 29/09/2012 | 1     | 3:48  | Nottingham         |                                        |
| Vitória | 13–0   | Jacob Volkmann   | Finalização (triângulo com chave de braço) | UFC 146: Dos Santos vs. Mir        | 26/05/2012 | 1     | 1:54  | Las Vegas, Nevada  | Finalização da Noite                   |
| Vitória | 12–0   | Michael Johnson  | Finalização (chave de calcanhar)           | UFC Live: Cruz vs. Johnson         | 01/10/2011 | 1     | 3:00  | Washington, D.C.   |                                        |
| Vitória | 11–0   | Mark Holst       | Finalização (triângulo)                    | UFC 120: Bisping vs. Akiyama       | 16/10/2010 | 1     | 4:45  | Londres            | Finalização da Noite, Estréia no UFC   |
| Vitória | 10–0   | Jason Young      | Finalização (chave de calcanhar)           | OMMAC 4: Victorious                | 06/03/2010 | 1     | 2:01  | Liverpool          | Defendeu o Cinturão Peso Leve do OMMAC |
| Vitória | 9–0    | Rob Sinclair     | Decisão (dividida)                         | OMMAC 2: Business As Usual         | 03/10/2009 | 3     | 5:00  | Liverpool          | Ganhou o Cinturão Peso Leve do OMMAC   |
| Vitória | 8–0    | Ian Jones        | Finalização (chave de calcanhar)           | OMMAC 1: Assassins                 | 08/08/2009 | 1     | 0:32  | Liverpool          |                                        |
| Vitória | 7–0    | Harvey Harra     | Finalização (triângulo)                    | CG 11: Resurrection                | 07/03/2009 | 1     | 2:15  | Liverpool          |                                        |
| Vitória | 6–0    | Jason Ball       | Finalização (triângulo)                    | CG 10: Clash of the Titans         | 29/11/2008 | 2     | 1:26  | Liverpool          |                                        |
| Vitória | 5–0    | Andrew Fisher    | Finalização (triângulo)                    | CG 9: Beatdown                     | 04/10/2008 | 1     | 3:37  | Liverpool          |                                        |
| Vitória | 4–0    | Martin Stapleton | Finalização (triângulo)                    | Cage Gladiators 8                  | 27/07/2008 | 1     | 3:18  | Liverpool          |                                        |
| Vitória | 3–0    | Will Burke       | Finalização (triângulo)                    | Cage Gladiators 7                  | 28/04/2008 | 1     | 1:04  | Liverpool          |                                        |
| Vitória | 2–0    | Steve Warris     | Finalização (triângulo)                    | Cage Gladiators 5                  | 4/11/2007  | 1     | 2:31  | Liverpool          |                                        |
| Vitória | 1–0    | David Johnson    | Finalização (triângulo)                    | Cage Gladiators 4                  | 05/08/2007 | 1     | 1:14  | Liverpool          |                                        |